# Torneo de Niza 2014
El Open de Nice Côte d'Azur de 2014 es un torneo de tenis jugado en pistas de tierra batida al aire libre. Es la 30ª edición del Open de Nice Côte d'Azur y forma parte de la gira mundial ATP World Tour 250 del 2014. Se llevará a cabo en el Lawn Tennis Club de Niza en Niza, Francia, del 18 de mayo hasta el 24 de mayo de 2014.

## Cabeza de serie

### Individual
| Tenista                | Ranking | Preclasificada |
| John Isner             | 11      | 1              |
| Ernests Gulbis         | 17      | 2              |
| Gaël Monfils           | 24      | 3              |
| Gilles Simon           | 30      | 4              |
| Dmitry Tursunov        | 33      | 5              |
| Nicolas Mahut          | 39      | 6              |
| Federico Delbonis      | 44      | 7              |
| Édouard Roger-Vasselin | 45      | 8              |

### Dobles masculinos
| Tenista                                 | Ranking | Preclasificado |
| Rohan Bopanna Aisam-ul-Haq Qureshi      | 37      | 1              |
| Jean-Julien Rojer Horia Tecău           | 50      | 2              |
| Julien Benneteau Édouard Roger-Vasselin | 51      | 3              |
| Eric Butorac Raven Klaasen              | 61      | 4              |

## Campeones

### Individuales
Ernests Gulbis venció a  Federico Delbonis por 6-1, 7-6(7-5)

### Dobles
Martin Kližan /  Philipp Oswald vencieron a  Rohan Bopanna /  Aisam-ul-Haq Qureshi por 6-2, 6-0